# Proteste in Palestina del 2011
Le proteste in Palestina del 2011 sono state una serie di proteste in seno all'Autorità Nazionale Palestinese (ANP) e Hamas nella Striscia di Gaza, messo in scena da diversi gruppi palestinesi come parte della più ampia primavera araba. 
Le proteste erano dirette al governo palestinese, oltre a sostenere le rivolte popolari in Tunisia, Egitto e Siria.
Il fine delle proteste era unificare i due principali partiti Fatah e Hamas, altre ragioni erano la disoccupazione, l'inflazione e la mancanza di crescita economica.

## Febbraio 2011
L'Autorità Nazionale Palestinese ostacolò parecchie proteste in supporto dei dimostranti in Tunisia ed in Egitto. Il 3 febbraio la polizia palestinese disperse una manifestazione anti-Mubarak nel centro di Ramallah arrestando quattro persone, confiscando filmati e (riferito) picchiando i dimostranti. Una piccola manifestazione anti-Mubarak fu permessa nello stesso posto sotto gli occhi della polizia.

## Ottobre 2011
Il 15 ottobre, nella striscia di Gaza, vi fu una protesta contro Assad che espresse solidarietà con i rifugiati palestinesi in Siria. Tale protesta fu effettuata da circa 150 persone. Si ebbero disordini. La polizia di Hamas disperse i dimostranti, affermando che la protesta era stata effettuata senza il permesso delle autorità.

## Febbraio 2012
Il primo febbraio 2012 l'Autorità Nazionale Palestinese ha annunciato elezioni locali palestinesi a luglio. Alcune fonti hanno ritenuto questa affermazione una reazione alle proteste antigovernative in Egitto. Le elezioni sono state successivamente ritardate al 22 ottobre e quindi sospese definitivamente in seguito a divisioni interne dell'Autorità Nazionale Palestinese nella scelta di molti candidati per i comuni e i quartieri e alla paura che i simpatizzanti di Hamas possano indebolire l'ANP rinforzando gli opponenti interni.